# (5316) Filatov
(5316) Filatov es un asteroide perteneciente al cinturón de asteroides, descubierto el 21 de octubre de 1982 por Liudmila Karachkina desde el Observatorio Astrofísico de Crimea (República de Crimea).

## Designación y nombre
Designado provisionalmente como 1982 UB7. Fue nombrado Filatov en honor al oftalmólogo y cirujano Vladimir Petrovich Filatov.

## Características orbitales
Filatov está situado a una distancia media del Sol de 3,158 ua, pudiendo alejarse hasta 3,225 ua y acercarse hasta 3,091 ua. Su excentricidad es 0,021 y la inclinación orbital 14,74 grados. Emplea 2050,38 días en completar una órbita alrededor del Sol.
El próximo acercamiento a la órbita terrestre se producirá el 28 de octubre de 2094.

## Características físicas
La magnitud absoluta de Filatov es 11,7. Tiene 45,693 km de diámetro y su albedo se estima en 5316. 